# Enigmele se explică în zori
Enigmele se explică în zori este un film românesc din 1989 regizat de Aurel Miheleș. Rolurile principale au fost interpretate de actorii Florin Călinescu, Eugen Cristea și Silvia Popovici.

## Rezumat
Andrei Mladin (tânăr ziarist și autor de romane polițiste) nu este de acord cu ideea că făptașul unei crime poate să rămână necunoscut când crima este comisă într-un spațiu închis. Criticul Vinereanu, un coleg mai vârstnic al tânărului, susține că se poate, așa cum se întâmplă în romanul Zece negri mititei al Agathei Christie, în care un grup din ce în ce mai mic de oameni asistă la o serie de omoruri succesive. Tânărul are febră, ațipește pe o canapea în apartamentul lui, și are un vis.
În vis el ajunge cu un „vaporos vaporaș” pe o insulă pe Dunăre. Cu el se mai află 8 cunoscuți: Haralambie Necșulescu (un prieten fotograf), Suzana Mecula (o actriță care încearcă mereu să atragă atenția „uricioșilor”), Ștefan Comșa (un coleg vanitos, ziarist și el), criticul Vinereanu, prozatorul Roșcanu, poetul Pavel Bolbocea (care citește cu entuziasm publicația Vremuri noi), regizorul Dumitru Ciosea, și Ion Penciu (un compozitor, de obicei nepăsător și bine dispus). Un necunoscut, marcat cu un fes roșu, este și el prezent ca pasager. Tânărul și unii dintre pasageri descoperă amenițări scrise cu cerneală roșie pe petece de hârtie strecurate în buzunare. Printre suspecți se află tânărul ziarist, colegul lui ziarist și criticul, care au toți stilouri cu cerneală roșie. 
Pe insulă se află un sit arheologic extins, unde lucrează un profesor arheolog ajutat de un om mut (Vasile). Vizitatorii sunt cazați în niște căsuțe de oaspeți, lângă o casă mai mare, unde o întâlnesc pe soția profesorului (Adriana). Ei află că profesorul a descoperit recent în situl arheologic două brațe care aparțineau statuii unei zeițe deosebite, rupte într-un „cataclism” din trecut. O furtună puternică se dezlănțuie odată cu lăsarea serii, care întrerupe contactul cu lumea exterioară. 
Actrița este găsită de către critic omorâtă în camera ei, dar nimeni altcineva nu merge să verifice crima. Se descoperă că barca care făcea legătura cu lumea exterioară a dispărut, posibil luată de necunoscutul de pe vaporaș, care se pare că a debarcat și el pe pe insulă separat de grupul de vizitatori. Tânărul îl caută pe făptașul crimei noaptea pe insulă și îl suprinde pe necunoscut când acesta se întoarce pe insulă cu barca, dar el dispare prea repede pentru a fi prins. 
Descoperirea unui labirint subteran în acest moment schimbă subiectul filmului. Spectatorul asistă perplex cum tânărul cade într-un labirint subteran, unde vede un schelet, vorbește de unul singur și are o conversație îndelungată cu mai multe statui. Una din statui este chiar cea căreia i s-au descoperit recent brațele rupte și tânărul află că ea este Ariadna, ținută captivă în labirint de Minotaurul din mitul Greciei Antice. Scăpat din labirint și reîntors la căsuțe, tânărul o găsește pe actriță vie, moartea ei fiind o înscenare a criticului Vinereanu. Întâmplările din labirint i-au schimbat însă tânărului perpectiva și el nu mai pare interesat de acest subiect. El este acum mai preocupat de a înțelege ceea ce a văzut în labirint.
La scurt timp profesorul și necunoscutul sunt găsiți omorâți împreună. După un scurt moment de frustrare, tânărul își redobândește calmul și arată că prima explicație propusă pentru dublul omor, în care necunoscutul și profesorul se omoară unul pe altul, este implauzibilă. În explicația propusă de tânăr este implicat și poetul care este un fost coleg al arheologului și are, ca și el, un interes special pentru brațele statuii. În această variantă, poetul este cel care îl omoară pe arheolog, care cade râpus ținând brațele statuii cu venerație. Necunoscutul este și el omorât de către poet la scurt timp în același loc.
Visul se întrerupe, iar tânărul recunoaște ca o crimă poate fi comisă într-un spațiu închis de un făptaș necunoscut. Spectatorul rămâne cu un set de enigme și fără nici o explicație, pe care este lăsat să le găsească singur.

## Distribuție
Distribuția filmului este alcătuită din:
- Florin Călinescu — lt. (r.) Andrei Mladin, ziarist și autor de romane polițiste
- Eugen Cristea — Haralambie („Hara”) Necșulescu, fotoreporter, colegul lui Andrei Mladin
- Silvia Popovici — Adriana Stolerciuc, soția profesorului
- Magda Catone — Suzana Mecula, actriță de film
- Matei Alexandru — Petre Roșcanu, prozator
- Marian Hudac — Pavel Bolbocea (Petre Buluga), poet, fost coleg de facultate al profesorului
- Constantin Codrescu — prof. Miron Stolerciuc, arheologul care cercetează ruinele de pe Insula Zorelelor
- Traian Stănescu — Dumitru Ciosea, regizor de teatru
- Ion Pavlescu — Teodor Vinereanu, un critic literar pasionat de romanele Agathei Christie
- Aurel Cioranu — Ion Penciu, un compozitor glumeț
- Stelian Nistor — Ștefan Comșa, un tânăr poet cu idei protocroniste
- Virgil Platon — Vasile, colaboratorul mut al profesorului
- Ion Albu — necunoscutul în scurtă de fâș

## Producție
Scenariul filmului, scris de George Arion, este inspirat din povestirea „Prefer căpșuni”, care a apărut inițial, alături de „La o vedere” și „O răpire”, în volumul Trucaj (Ed. Albatros, București, 1986).
Filmările au fost efectuate pe insula dunăreană Păcuiul lui Soare.

## Primire
Filmul a fost vizionat de 137.794 de spectatori în cinematografele din România, după cum atestă o situație a numărului de spectatori înregistrat de filmele românești de la data premierei și până la data de 31 decembrie 2014 alcătuită de Centrul Național al Cinematografiei.